# Couvent des Carmes de Castelnaudary
Le couvent des Carmes est un couvent situé à Castelnaudary, en France.

## Localisation
Le couvent est situé sur la commune de Castelnaudary, dans le département français de l'Aude.

## Historique
L'édifice est inscrit au titre des monuments historiques en 1948.